# Lord Sníh
Lord Sníh (v anglickém originále Lord Snow) je třetí díl první řady středověkého fantasy seriálu Hra o trůny. Scénář napsali hlavní tvůrci seriálu David Benioff a D. B. Weiss, zatímco režie se ujal Brian Kirk. V dílu si navíc zahrála i oceňovaná herečka Margaret John, která však více než dva měsíce před odvysíláním dílu zemřela.

## Děj

### Za Úzkým mořem

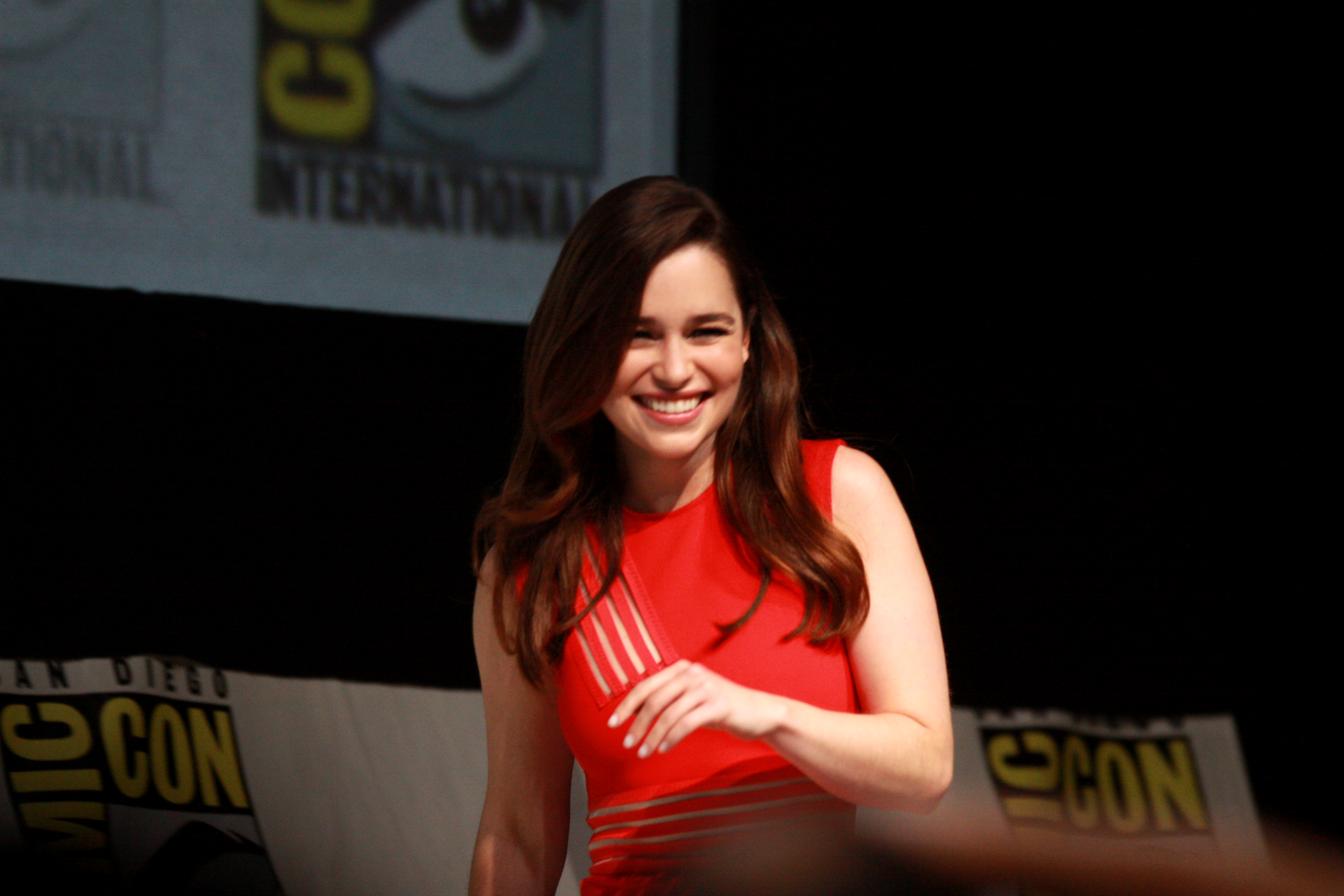
Emilia Clarkeová, představitelka Daenerys „Dany“ Targaryen, na San Diego Comic Conu v roce 2013

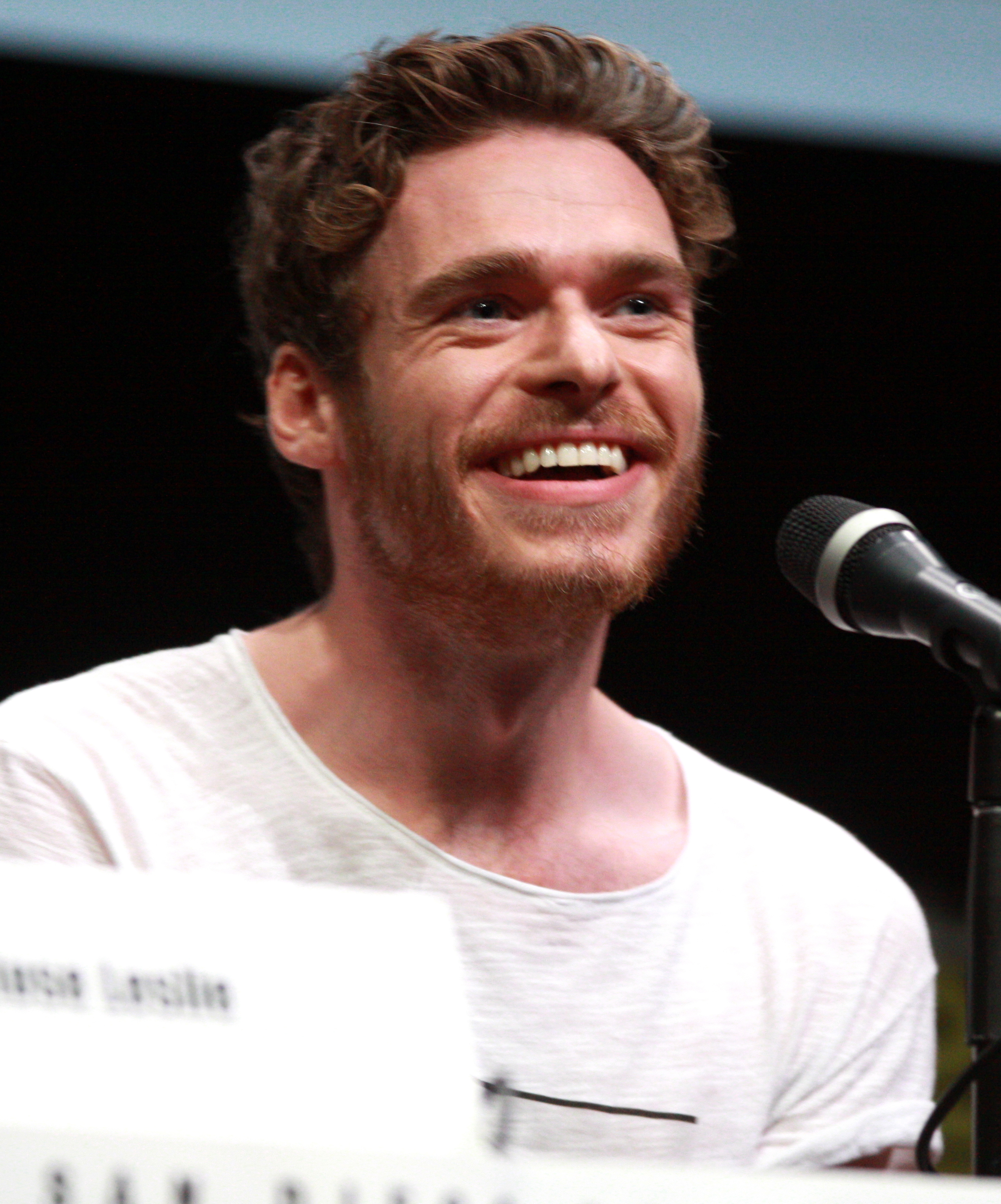
Richard Madden ztvárnící Robba Starka

Daenerys (Emilia Clarkeová) získává jistotu jako manželka khala Droga (Jason Momoa) a učí se dothrackým způsobům i jazyku. Její vztahy s bratrem Viserysem (Harry Lloyd) jsou ale napjaté, protože Viserys tlačí na Dany, aby khala donutila splnit jeho slib: dát mu armádu pro získání Sedmi království. Když Daenerys vydá rozkaz k zastavení khalasaru a jde se projít, její bratr ji zastaví a vyhrožuje mečem, pokud mu bude chtít přikazovat. Khaleesi zachrání pokrevní jezdec khala Droga Rakharo (Elyes Gabel), který své královně nabídne, že Viseryse zabije, pokud si to bude přát. Dany se ale rozhodne bratra ušetřit a místo toho musí jít s khalasarem pěšky.
Jedna z Daenerysiných otrokyní, Irri (Amrita Acharia), zjistí, že khaleesi je těhotná a zprávu sdělí i Jorahu Mormontovi (Iain Glen). Ten ale musí kvůli neodkladným záležitostem odjet do Qohor, jednoho z devíti svobodných měst v Zálivu otrokářů.

### Na Zimohradu
Bran (Isaac Hempstead-Wright) se sice probudil z více než měsíčního kómatu, nemůže ale chodit. Společnost mu po odchodu matky dělá jen stará bába (Margaret Johna), která mu vypráví příběhy. Vyprávění přeruší až příchod Robba (Richard Madden), který Brandonovi potvrdí, že už nebude chodit, načež Bran zareaguje tak, že by si přál, aby byl raději mrtvý.

### Na Zdi
Na Zeď přijedou noví rekruti, které Alliser Thorne (Owen Teale) nechává bojovat s Jonem (Kit Harington). Ten všechny snadno poráží, ale od Thorna si vyslechne akorát urážky a od nových rekrutů nenávistné komentáře. Jon je z legendární Zdi zklamaný stejně jako z Černých, kteří ji hlídají, a proto prosí strýčka Benjena (Joseph Mawle), aby ho, jakožto průzkumník, vzal s sebou za Zeď alespoň na několik měsíců, což Benjen rázně odmítne.
Tyrion (Peter Dinklage) mluví s Jonem a snaží se ho přesvědčit, aby bral trochu ohledů na mladé muže, kteří meč v životě v ruce nedrželi a musí sloužit na Zdi z donucení. Kvůli tomu rozhovoru se Jon rozhodne nováčkům v šermu trochu pomoct. Když pak Tyrion odjíždí zpět na jih, velitel Mormont (James Cosmo) a slepý mistr Aemon (Peter Vaughan) ho prosí, aby se u královny přimluvil za více mužů pro Noční hlídku. Rozloučí se s Jonem, se kterým se stihl spřátelit, a odjíždí.

### V Králově přístavišti
Eddard (Sean Bean) přijíždí do Králova přístaviště a hned je povolán na setkání Malé rady. Při cestě konfrontuje Jaimeho Lannistra (Nikolaj Coster-Waldau), který nemůže pochopit, proč po skončení Robertovy rebelie sám neusedl na trůn, když mohl. Ned Jaimemu připomene, že to on zezadu zabil Šíleného krále Aeryse, otce Daenerys a Viseryse.
Ned se připojí k Malé radě, jejímiž členy jsou Robertův mladší bratr Renly (Gethin Anthony), eunuch Varys (Conleth Hill), mistr Pycelle (Julian Glover) a Petyr „Malíček“ Baeliš (Aidan Gillen). Právě Petyr Baeliš v minulosti usiloval o ruky lady Catelyn a naznačí, že pro ni stále chová slabost. Renly oznámí, že král Robert se rozhodl, na počest jmenování nového pobočníka, uspořádat turnaj, na který ale nejsou peníze. Ned je zděšený stavem královské pokladnice a zadlužením království, především vůči Tywinu Lannisterovi.
Catelyn tajně přijíždí do Králova přístaviště, kde na ni už za branami ale čeká dvojce vojáků, kteří ji mají v bezpečí dopravit k Malíčkovi. Vojáci ji odvedou do jednoho z Petyrových nevěstinců a ačkoliv se jí to zpočátku nelíbí, zjišťuje, že místo je zcela bezpečné. Společně se serem Rodrikem (Ron Donachie) poví Petyrovi a Varysovi o dýce, kterou u sebe měl vrah najatý na vraždu Brana. Baeliš zpočátku přizná, že dýka byla jeho, nicméně, prohrál ji v sázce s Tyrionem Lannisterem. Catelyn si je tak jistá, že to Tyrion si vyžádal vraždu jejího syna.
Arya (Maisie Williamsová) se zlobí na Sansu (Sophie Turner), protože nepřiznala, jak skutečně proběhlo setkání Joffreyho, Mycaha a jich dvou. Ned se proto pokusí Arye domluvit a vše omlouvá tím, že Sansa se má jednou za Joffreyho vdát a musí s ním proto mít dobré vztahy. Při rozhovoru s mladší dcerou se také dozví, že by se chtěla naučit šermovat. Najme proto braavoského šermíře Syria Forela (Miltos Yerolemou), aby Aryu cvičil.

## Produkce

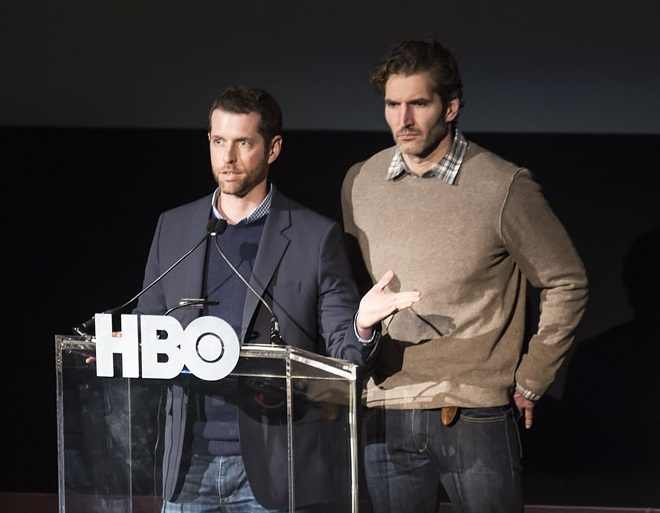
Scenáristé D. B. Weiss a David Benioff

Režie epizody se ujal Brian Kirk, scénář vytvořili hlavní tvůrci D. B. Weiss a David Benioff. Pro Kirka to byla první režírované epizoda seriálu, avšak ne poslední: v jeho režii byly natočeny ještě díly Mrzáci, bastardi a zlámané věci a Vlk a lev. Popisuje děj kapitol Catelyn IV., Jon III., Eddard IV., Tyrion III., Arya II., Bran IV. a Daenerys IV.
Ve třetí epizodě se představuje řada nových postav. Jednou z nich je například Petyr Baeliš, kterého ztvárnil Aidan Gillen, známý dříve například ze seriálu Queer as Folk či následně z filmu Labyrint: Zkoušky ohněm. Další je mladší bratr krále, Renly, jehož role se ujal Gethin Anthony. Postavu mistra Pycella měl původně ztvárnit Roy Dotrice, kvůli zdravotním problémům byl ale nahrazen hercem Julianem Gloverem (Indiana Jones a poslední křížová výprava, Star Wars: Epizoda V). Varyse hraje Conleth Hill, k čemuž se tvůrce knižní předlohy George R. R. Martin vyjádřil, že jde o skutečně dobrého herce, který umí Pavouka dobře zahrát. Dále se poprvé objevují i postavy Syria Forela (Miltos Yorelemou), sera Barristana Selmyho (lan McElhinney), velitele Mormonta (James Cosmo), mistra Aemona (Peter Vaughan, † 2016) nebo sera Allisera Thorna (Owen Teale).
Scény odehrávající se na Zdi se natáčel nedaleko Belfastu: ve vesničce Magheramorne. Zdejší lom posloužil jako základ stěny Zdi. Pro natáčení byl navíc zbudován i skutečný výtah, který dostává Černé až na vrchol Zdi. Ulice Králova přístaviště, včetně vstupních bran, byly natáčeny na Maltě.